# Clement Comer Clay
Clement Comer Clay (Contea di Halifax, 17 dicembre 1789 – Huntsville, 6 settembre 1866) è stato un politico statunitense. Fu l'ottavo governatore dell'Alabama dal 1835 al 1837.